# Liste der Bürgermeister von Vaduz

Wappen von Vaduz

Diese Liste gibt einen Überblick über die Bürgermeister der Gemeinde Vaduz ab dem Jahr 1864.

## Legende
- VP  Christlich-soziale Volkspartei (1918–1936)
- FBP  Fortschrittliche Bürgerpartei in Liechtenstein
- VU  Vaterländische Union

## Liste
| Nr.  | Name (Lebensdaten)                                      | von  | bis  | Partei                                     | Anmerkungen |
| ---- | ------------------------------------------------------- | ---- | ---- | ------------------------------------------ | --- |
| 001. | Alois Rheinberger (24. Juni 1836 – 26. August 1901)     | 1864 | 1870 |                                            | Sohn des Anton Rheinberger; Enkel des Franz Josef Schlegel; Schwiegersohn des Josef Ferdinand Wolfinger.                         |
| 002. | Josef Anton Amann (11. Januar 1823 – 21. November 1891) | 1870 | 1873 |                                            | |
| 003. | Felix Real (3. Juni 1822 – 23. Februar 1876)            | 1873 | 1876 |                                            | |
| 004. | Alois Rheinberger (Zweite Amtszeit)                     | 1876 | 1879 |                                            | → Anmerkungen siehe Nummer «01.»                                                                                                 |
| 005. | Josef Anton Amann (Zweite Amtszeit)                     | 1879 | 1885 |                                            | |
| 006. | Meinrad Ospelt (10. Dezember 1844 – 17. Juli 1934)      | 1885 | 1888 |                                            | Sohn des Anton Ospelt; stand Gruppe um Albert Schädler nahe.                                                                     |
| 007. | Alois Rheinberger (Dritte Amtszeit)                     | 1888 | 1894 |                                            | → Anmerkungen siehe Nummer «01.»                                                                                                 |
| 008. | Reinold Amann (22. Dezember 1849 – 2. Dezember 1936)    | 1894 | 1897 |                                            | Sohn des Josef Anton Amann. |
| 009. | Adolf Real (8. Januar 1858 – 12. Juni 1916)             | 1897 | 1900 |                                            | Sohn des Felix Real; stand Gruppe um Wilhelm Beck und den Oberrheinischen Nachrichten nahe; verstarb in dritter Amtszeit im Amt. |
| 010. | Alois Seeger (20. Mai 1868 – 17. August 1931)           | 1900 | 1903 |                                            | Schwiegersohn des Felix Real; Schwager des Adolf Real.                                                                           |
| 011. | Adolf Real (Zweite Amtszeit)                            | 1903 | 1909 |                                            | → Anmerkungen siehe Nummer «09.»                                                                                                 |
| 012. | Franz Josef Wachter (3. Dezember 1850 – 4. März 1923)   | 1909 | 1912 |                                            | Neffe des Johann Alois Schlegel.                                                                                                 |
| 013. | Adolf Real (Dritte Amtszeit)                            | 1912 | 1916 |                                            | → Anmerkungen siehe Nummer «09.»                                                                                                 |
| 014. | Gustav Ospelt (6. August 1877 – 16. August 1934)        | 1916 | 1921 | FBP                                        | |
| 015. | Josef Gassner (9. Juni 1873 – 11. Dezember 1943)        | 1921 | 1927 | FBP / VP                                   | |
| 016. | Bernhard Risch (29. Juli 1879 – 26. Dezember 1962)      | 1927 | 1930 | FBP                                        | |
| 017. | Ludwig Ospelt (31. Januar 1882 – 27. Oktober 1949)      | 1930 | 1933 | FBP                                        | |
| 018. | Bernhard Risch (Zweite Amtszeit)                        | 1933 | 1936 | FBP                                        | |
| 019. | Ludwig Ospelt (Zweite Amtszeit)                         | 1936 | 1942 | FBP                                        | |
| 020. | David Strub (16. September 1897 – 15. November 1985)    | 1942 | 1966 | FBP                                        | |
| 021. | Meinrad Ospelt (24. Dezember 1906 – 11. Januar 1983)    | 1966 | 1972 | FBP                                        | Schwiegersohn des Johann Beck.                                                                                                   |
| 022. | Hilmar Ospelt (6. Mai 1929 – 22. Februar 2020)          | 1972 | 1980 | FBP / später Wählergruppierung «För Vadoz» | |
| 023. | Arthur Konrad (* 6. September 1934)                     | 1980 | 1995 | FBP                                        | |
| 024. | Karlheinz Ospelt (* 11. September 1961)                 | 1995 | 2007 | VU                                         | |
| 025. | Ewald Ospelt (* 21. Mai 1960)                           | 2007 | 2019 | FBP                                        | |
| 026. | Manfred Bischof (* 8. Mai 1973)                         | 2019 | 2023 | FBP                                        | |
| 027. | Petra Miescher (* 29. Dezember 1971)                    | 2023 |      | VU                                         | Erste Frau in diesem Amt. |